# Maria Lund (simhoppare)
Maria Lund var en svensk mästare i simhopp. Hon tävlade för Polisens IF simhopp.

## Meriter
- SM
  - Simhopp, 3 meter
    - 2002 – 1:a